# Персіваль Джеймс Паттерсон
Персіваль Ноель Джеймс Паттерсон, відомий як Пі Джей Паттерсон (нар. 10 квітня 1935) — колишній ямайський політик, який обіймав посаду шостого прем'єр-міністра Ямайки з 1992 до 2006 рік. Він перебував на цій посаді найдовший термін в історії Ямайки: протягом 14 років. Він був лідером Народної національної партії з 1992 до 2006 рік.
Паттерсон був членом парламенту від виборчого округу Вестморленд Південно-Східний з 1970 до 1980 рік (коли він програв Юфемії Вільямс з Лейбористської партії Ямайки) і знову з 1989 до 1993 рік. Після реорганізації виборчого округу з 1993 до 2006 рік він обіймав посаду депутата від Вестморленда Східний. Він пішов у відставку з усіх цих посад у січні 2006 року.
Протягом політичної кар'єри він обіймав низку посад у кабінеті міністрів, зокрема міністр промисловості та туризму, міністр закордонних справ і зовнішньої торгівлі. міністр розвитку, планування та виробництва, міністр фінансів і планування.

## Молодість й освіта
Батьками Паттерсона були Генрі Паттерсон, фермер, й Іна Джеймс, вчителька початкової школи, обидва походили з парафії Геновер на заході Ямайки. Він здобув середню освіту у Кінгстонській середній школі Калабар, а потім здобув вищу освіту в Університетському коледжі Вест-Індії, а згодом у Лондонській школі економіки.
У роки навчання в Університеті Вест-Індії, Паттерсон обіймав посаду голови Комісії із зовнішніх зв'язків університету. Участь у низці міжнародних студентських форумів сприяла знайомству зі світовими лідерами та міжнародною політичною думкою. Саме під час навчання він став відданим карибському регіоналізму та справам країн, що розвиваються. У 1958 році він здобув ступінь бакалавра (з відзнакою) з англійської мови.
Навчання у Лондонській школі економіки на факультеті права зміцнило його позиції у міжнародній політиці та був нагороджений стипендією Леверг'юма та премією сера Г'юза Паррі за досягнення у галузі договірного права. Його разом з кількома іншими однокурсниками зарахували до Судової іни (Міддл-Темпл), вони мали стати майбутніми лідерами країн світу, що розвивається.

## Початок політичної кар'єри
У 1958 році Паттерсон приєднався до організаційного штабу Народної національної партії (ННП), у 1964 році став членом Національної та Виконавчої рад партії. У 1969 році Паттерсон увійшов до парламенту Ямайки як опозиційний сенатор, призначений лідером опозиції Норманом Менлі. Того ж року у віці 33 років він став наймолодшим віцепрезидентом партії.
У 1969 році його попередник на посаді прем'єр-міністра Ямайки, Майкл Менлі, розпочав свою кампанію за посаду президента ННП, він звернувся до Паттерсона, щоб той очолив її. Це стало початком партнерства, яке тривало протягом наступних 23 років і дозволило обмінятися політичними ідеями та перспективами, які виявилися корисними для обох.
Паттерсона обрали членом парламенту від Південно-Східного Вестморленду на додаткових виборах у виборчому окрузі 1970 року. Межі виборчих округів були реорганізовані перед загальними виборами 1993 року, і на цих виборах він потрапив до парламенту від Вестморленда Східного, залишаючись в уряді до 2006 року.
Він очолював кампанії ННП за владу на загальних виборах 1972 року, продемонструвавши майстерність політичного організатора, що відіграло значну роль у перемозі партії на виборах того року. Успіх сприяв його першому призначенню на посаду міністра промисловості, торгівлі та туризму Ямайки. З 1978 до 1980 рік Паттерсон працював віцепрем'єр-міністром і міністром закордонних справ і зовнішньої торгівлі.
У 1980 році ННП було відсторонено від влади, і Паттерсон поступився місцем Юфемії Вільямс. Однак у 1983 році його обрали головою партії, і ННП здобула переконливу перемогу у 1989 році, і Паттерсон повернувся на посаду віцепрем'єр-міністра. З 1989 до 1990 рік Паттерсон також був міністром розвитку, планування та виробництва, а з 1990 до 1991 рік він був міністром фінансів і планування.

## Прем'єрство
Він вступив на посаду прем'єр-міністра після того, як Майкл Менлі пішов у відставку в 1992 році, коли Карибська острівна держава зіткнулася з величезним викликом — забезпечити собі місце в новому глобальному порядку економічної лібералізації та дерегуляції. На загальних виборах 1993 року на Ямайці, які відбулися 30 березня, Паттерсон привів ННП до другої поспіль перемоги на виборах, здобувши 52 з 60 місць, перемігши колишнього прем'єр-міністра Едварда Сіага з Лейбористської партії Ямайки.
Паттерсон очолював зусилля зі зміцнення системи соціального захисту та безпеки країни — критичного елементу його програми економічної та соціальної політики, спрямованої на пом'якшення, скорочення бідності та соціальної депривації.
На загальних виборах на Ямайці 1997 року Паттерсон привів ННП до третьої поспіль перемоги, подолавши «бар'єр третього терміну». Партія отримала 50 із 60 доступних місць.
Його величезні інвестиції в модернізацію інфраструктури Ямайки та реструктуризацію фінансового сектора країни вважаються причиною найбільшого періоду інвестицій Ямайки в туризм, видобуток корисних копалин, ІКТ й енергетику з 1960-х років. Він також припинив 18-річні позикові відносини Ямайки з Міжнародним валютним фондом, дозволивши країні більше свободи в проведенні своєї економічної політики. У 2002 році, коли Паттерсон привів ННП до чергової перемоги на загальних виборах, але зі значно меншою більшістю — 34 з 60 місць. Він став першим прем'єр-міністром Ямайки, який склав присягу на четвертий термін поспіль.
У вересні 2003 року Паттерсон заявив на партійній конференції, що хоче, щоб Ямайка стала республікою до його відставки у 2007 році, сказавши, що «більшість людей на Ямайці готові залишити в історії останні залишки колоніалізму». Паттерсон тривалий час підтримував спроби перетворення Ямайки на республіку, але йому це не вдалося: Ямайка все ще є монархією. У 2012 році він висловив своє розчарування тим, що республіка все ще не створена.
Він потрапив у міжнародні заголовки газет у 2004 році, очолюючи Карибську співдружність, він керував регіональною організацією у прийнятті рішення відмовити у визнанні уряду Жерара Латортю на Гаїті після усунення з посади демократично обраного Жана-Бертрана Арістіда. Під час судового процесу Арістіда проти США та Франції, звинувачуючи їх у його викраденні, Паттерсон організував для Арістіда тимчасове проживання на Ямайці.
В одній зі своїх останніх ініціатив на посаді прем'єр-міністра він запустив програму радикальної трансформації системи освіти острова, спрямовану на розвиток якісного людського капіталу, необхідного для досягнення успіху в конкурентній глобальній економіці. Крім того, Паттерсон керував значним зниженням рівня бідності під час свого перебування на посаді.
Паттерсон пішов у відставку з посади прем'єр-міністра 30 січня 2006 року, його наступницею стала Поршія Сімпсон-Міллер.

## Після прем'єрства
Після свого прем'єрства, з 2006 до 2007 рік, він очолював Комітет з питань членства у Співдружності, який представив свій звіт про потенційні зміни у критеріях членства у Співдружності націй на зустрічі глав урядів Співдружності 2007 року у Кампалі, Уганда.

## Міжнародна служба
Паттерсон є членом Мадридського клубу, групи, яка складається з понад 100 колишніх президентів і прем'єр-міністрів демократичних країн, яка працює над зміцненням демократії та демократичного лідерства в усьому світі.
Паттерсон брав участь у підготовці численних конвенцій і заяв на міжнародній арені, включно з заявою Валетти про багатосторонню торгівлю та заяву Гозо про вразливі малі держави. Це допомогло сформувати відносини між північчю та півднем і вплинуло на переговорну позицію країн, що розвиваються.
Він є членом Фонду глобального лідерства, неурядової організації, що складається з низки колишніх державних діячів, експрезидентів і прем'єр-міністрів, заснованої у 2004 році колишнім президентом Південної Африки та лауреатом Нобелівської премії Ф. В. де Клерком. Фонд глобального лідерства — це організація, яка працює на підтримку демократичного лідерства, запобігає та розв'язує конфлікти за допомогою посередництва, сприяє належному управлінню у формі демократичних інститутів, відкритих ринків, прав людини та верховенства права. Це здійснюється шляхом використання досвіду колишніх лідерів, потайки та конфіденційно, сьогоднішніми національними лідерами. Це некомерційна організація, до складу якої входять колишні очільники урядів, високопосадовці урядових і міжнародних організацій, які тісно співпрацюють з очільниками урядів у питаннях, пов'язаних з управлінням, що їх хвилює.
Він відіграв ключову роль у процесі, який ознаменував перехід від перших кроків в інтеграції Карибського регіону до заснування CARIFTA та її еволюції у Карибську співдружність. Він спирався на свій досвід у галузі права та торгівлі для спрямування регіонального органу до розвитку карибської юриспруденції через Карибський суд та регіональної економіки без кордонів через єдиний ринок Карибської співдружності, який реалізувався у 2005 та 2006 роках відповідно.
На посаді міністра закордонних справ Ямайки він обіймав посаду президента Ради міністрів країн АКТ/ЄС і керував переговорами групи країн АКТ з Європейським товариством. Як голова Міністерської конференції країн АКТ/ЄЕС він відіграв ключову роль у розробці угоди щодо базових меж початкової Ломейської конвенції, це вплинуло на результат подальших переговорів, які привели до підписання Конвенції у 1975 році. Він кілька разів був президентом і речником Ради міністрів АКТ.
Пристрасний противник апартеїду, він палко підтримував визвольний рух Південної Африки.

## Відзнаки
Ставши прем'єр-міністром Ямайки у 1992 році, Паттерсон отримав орден Нації. Це дозволило йому використовувати після імені «ON», що означає «найпочесніший».
У 2006 році його нагородили орденом Досконалості Гаяни, тому він отримав право використовувати після іменні літери «OE».
13 квітня 2022 року Паттерсон залишив посаду члена Таємної ради.